# Elezioni primarie del Partito Repubblicano del 1984 (Stati Uniti d'America)
Le elezioni primarie del Partito Repubblicano del 1984 furono lo strumento di selezione attraverso il quale gli elettori del Partito Repubblicano scelsero il loro candidato per le elezioni presidenziali del 1984. Il presidente in carica Ronald Reagan vinse dopo una serie di elezioni primarie e caucus culminati con la Convention Nazionale Repubblicana che si tenne dal 20 al 23 agosto 1984 a Dallas, Texas.